# Сијаладенитис
Сијаладенитис ( сијалоаденитис ) је запаљење пљувачних жлезда, обично главних, а најчешћа је паротидна жлезда, затим субмандибуларне и сублингвалне жлезде .  Запаљења могу бити трауматског, вирусног, бактеријског или аутоимунског порекла. Не треба је мешати са сијаладенозом (сијалозом), што је неинфламаторно увећање главних пљувачних жлезда. 
Сијаладенитис се даље може класфиковати као акутни или хронични. Акутни сијаладенитис је акутно запаљење пљувачне жлезде које се може манифестовати као црвен, болан оток који је осетљив на додир. Хронични сијаладенитис је обично мање болан, али се манифестује као понављајући отоци, обично након оброка, без црвенила. 

## Траума као узрок сијалоаденитиса
Мукоцеле су најчешће лезије пљувачних жлезда које се најчешће јављају у пределу доње усне. Настају због блокаде или руптуре изводног канала пљувачне жлезде што доводи до продора пљувачке у околна ткива.

## Вирусни сијалоаденитис
Бројна инфективна вирусна обољења могу изазвати сијалоаденитис, али се међу њима истиче Mumps. Mumps могу изазвати бројни вируси, али је најважнији међу њима Paramyxovirus. Овај вирус обично доводи до дифузног запаљења са едемом, мононуклеарним инфилтратом и некрозама.

## Бактеријски сијалоаденитис
Најчешће настаје секундарно као последица опструције дуктуса пљувачних жлезда. Опструкција често настаје због сијалолитијазе (формирање каменова у пљувачној жлезди и/или њеним изводним каналима), али може настати и због ретроградног уласка бактерија из усне шупљине. Најчешћи узрочници су бактерије Staphylococcus aureus и Streptococcus viridans.

## Аутоимунски сијалоаденитис
Аутоимунски сијалоаденитис је скоро увијек билатералан и хроничан. Настаје због смањене производње пљувачке и запаљења које га прати. Овакве промене се најчешће виђају у Сјегреновом синдрому.